# Driss Fettouhi
Driss Fettouhi (arabisch إدريس فتوحي, DMG Idrīs Fattūḥī; geb. 30. September 1989 in Casablanca) ist ein marokkanischer Fußballspieler.

## Karriere

### Klub
Er startete seine Karriere als Spieler in Frankreich und rückte hier zur Saison 2008/09 von der B-Mannschaft in die erste Mannschaft von Le Havre vor. Zur Spielzeit 2009/10 wechselte er weiter zum FC Istres. Anfang 2013 verließ er schließlich Frankreich, um sich in den Vereinigten Arabischen Emiraten dem Adjman Club anzuschließen. Dort verblieb er bis zum Ende der Spielzeit 2015/16, um danach nach Katar zu Al-Kharitiyath zu wechseln. Bereits nach wenigen Monaten wechselte er im Oktober des Jahres zurück in die VAE, um dort bei Dibba al-Fujairah zu spielen.
Hier war er nun bis zum Ende der Spielzeit 2018/19 aktiv und schloss sich anschließend in Saudi-Arabien al-Hazem an. Von dort zog er im Oktober 2020 dann weiter zu al-Ahli. Zur Saison 2021/22 wechselte er wieder nach Katar und schnürte fortan für al-Sailiya seine Schuhe. Am 1. Juli 2022 wechselte er nach Katar. Hier unterschrieb er einen Vertrag beim Erstligisten al-Markhiya. Hier stand er zwei Spielzeiten unter Vertrag und bestritt 44 Ligaspiele. Hierbei erzielte er 13 Treffer. Im Sommer 2024 wechselte er zu dem ebenfalls in der ersten Liga spielenden al-Ahli SC.

### Nationalmannschaft
Er war Teil des Kaders der Mannschaft bei den Olympischen Spielen 2012 in London und kam dort in allen drei Gruppenspielen zum Einsatz.
Seinen ersten bekannten Einsatz für die marokkanische A-Nationalmannschaft hatte er am 1. Dezember 2014 bei einem 4:0-Sieg über Palästina während der Gruppenphase des FIFA-Arabien-Pokal 2021. Hier wurde er in der 83. Minute für Yahya Jabrane eingewechselt. Danach bekam er in der Gruppenphase noch zwei weitere Einsätze.